# Psaliodes albistriga
Psaliodes albistriga är en fjärilsart som beskrevs av W. Warren 1904. Psaliodes albistriga ingår i släktet Psaliodes och familjen mätare. Inga underarter finns listade i Catalogue of Life.